# 羟基醌

最简单的羟基醌之一：2-羟基-1,4-苯醌

羟基醌是指苯醌或其它醌的一个氢原子被羟基取代的产物。若有多个氢原子发生羟基取代，则可以加上对应的前綴（如di-二、tri-三、 tetra-四）。

## 类型
- 羟基苯醌
- 羟基萘醌
- 羟基蒽醌
- 羟基菲醌

|  | 这个同类索引页列出了具有相同或相似标题的化学条目。 除非您是有意链接至本页，否则应将相应条目的内部链接指向正确的条目。 |